# José García García
José García García (Huelva, 17 de octubre de 1866-Huelva, 12 de junio de 1934) fue un profesor, escritor de textos educativos, político, gestor cultural y director de periódicos español.

## Biografía
Nació en Huelva el 17 de octubre de 1866, en una familia acomodada. Inició sus estudios de Filosofía en 1878 en el Instituto de Huelva, donde obtuvo el grado de Bachiller el 13 de junio de 1884. Siguió su formación en las Universidades de Sevilla y Madrid, donde fue destinado para realizar el servicio militar. Allí obtuvo varios títulos, incluyendo Profesor Mercantil, Profesor Numerario de Escuela Normal, Bachiller en Artes y Procurador de Audiencia Territorial. Además, completó seis años de Dibujo en la Escuela de Bellas Artes de Huelva.
En 1890, fue destinado a la Escuela Normal de Maestros de Oviedo, donde asumió la dirección hasta 1893, momento en el que se trasladó a Albacete. En 1895, se mudó a Alicante, donde también ocupó el cargo de Director de la Escuela Superior de Maestros. Durante este tiempo, publicó "Lecciones de Geometría, Dibujo Lineal y Agrimensura", un texto aprobado por el Real Consejo de Instrucción Pública y utilizado en escuelas elementales y superiores, que recibió una medalla y Diploma en la Exposición Nacional de Valencia en 1910.
En 1900 regresó a Huelva tras un último destino en Lérida, donde también fue Director en 1899. Desde su llegada, mostró un profundo compromiso con la educación. Además de su labor docente, se involucró en la política, ingresando en el Partido Conservador y siendo elegido concejal en 1903. En 1909, fue nombrado Alcalde de Huelva, cargo que ya había ocupado de manera accidental desde 1908. En 1911, cambió al Partido Liberal Demócrata, que se alineaba mejor con sus ideas sobre educación y sociedad.
En 1913, fue elegido Diputado Provincial por el Partido Liberal Demócrata en la circunscripción de Ayamonte. También se destacó en el ámbito de la prensa, dirigiendo los publicaciones "La Enseñanza" y "La Cultura", y en 1917, el Semanario "Acción Liberal". Fue Presidente de la Asociación Provincial de Prensa, Vicepresidente de la Cámara de Comercio de Huelva, Director del Hospital Provincial, y Subdirector de la Escuela de Artes y Oficios.

## Legado
Su mayor legado se encuentra en el campo de la enseñanza. A lo largo de su carrera, impulsó numerosas iniciativas para mejorar la educación en Huelva, resaltando algunas de las más significativas:
- **1904**: Presentó una moción en el Ayuntamiento para mejorar la enseñanza y organizó una fiesta escolar que reunió a cerca de 1,000 niños.
- **1905**: Se celebró un importante certamen y exposición escolar por su iniciativa.
- **1906**: Se completó el concierto de retribuciones escolares y se aprobó la construcción de un nuevo edificio para escuelas graduadas.
- **1908**: Como Alcalde, implementó un bando para reducir el absentismo escolar, logrando un aumento en las matrículas.
- **1910**: Promovió la construcción de nuevos edificios escolares y la instalación de una escuela de párvulos.

## Fallecimiento
Falleció en Huelva el 12 de junio de 1934.

## Reconocimientos y distinciones
A lo largo de su vida, recibió numerosos reconocimientos, como la distinción de Caballero de la Real Orden de Isabel la Católica y Caballero de la Orden Civil de Alfonso XII. En 1927, fue nombrado primer Director de la Escuela de Maestras. Sin embargo, debido a circunstancias personales, se retiró de la vida pública en 1929, dedicándose nuevamente a la docencia.